# كالميكوف أوليكساندر فيدوروفيتش
كالميكوف أوليكساندر فيدوروفيتش هو رسام أوكراني، فنان جرافيكي. عضو في الاتحاد الوطني للفنانين في أوكرانيا منذ عام 1990.
في عام 1986 تخرج من معهد كييف للفنون (حاليا الأكاديمية الوطنية للفنون الجميلة والعمارة). ما أهم من تعللم على أيديهم شتانكو أوليكسي فولوديميروفيتش
أهم أعماله: "ليس منظرًا طبيعيًا"، "وهم حول وهم"، "بين الفصول"، "بقعة من الصيف المختفي".
كما صمم طوابع بريدية أوكرانية مختلفة.

## معرض الصور
أصدر اليريد الأوكراني طوابع مختلفة من تصاميمه:

### إصدارات الطوابع لسنة 1998

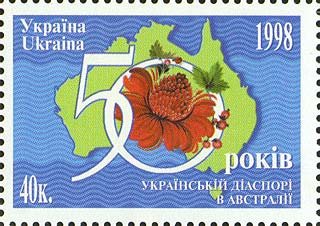
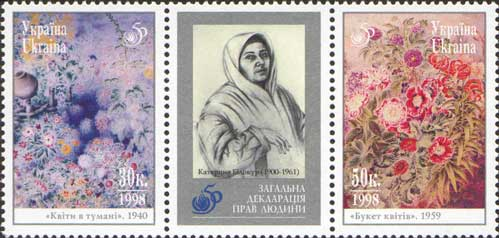

### إصدارات الطوابع لسنة 1999

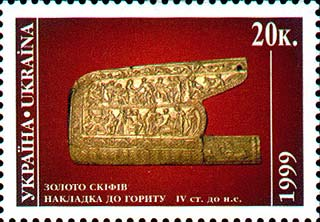
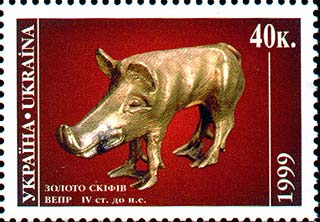
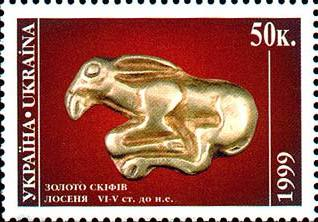
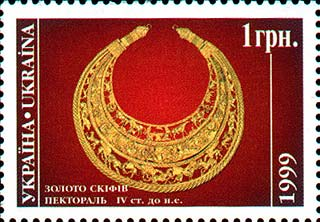

### إصدارات الطوابع لسنة 2000

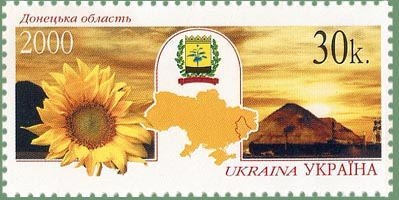
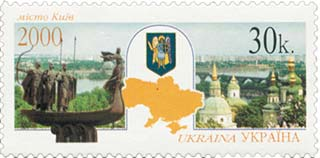
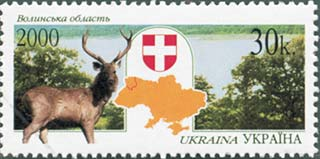
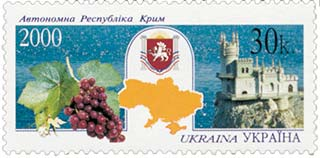
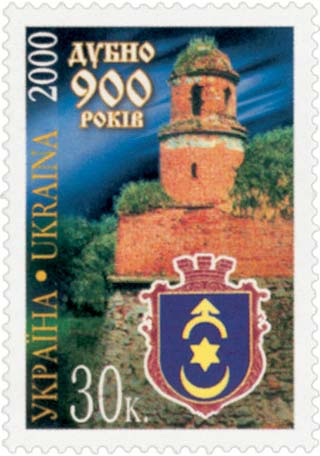

### إصدارات الطوابع لسنة 2001

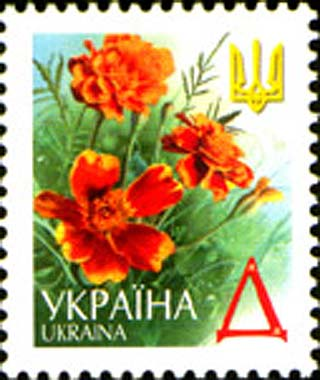
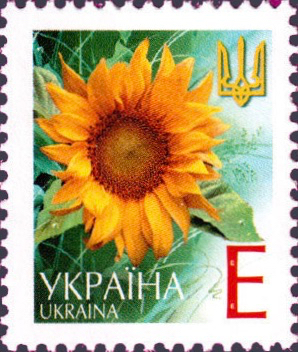
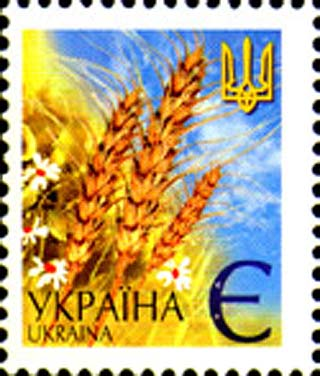
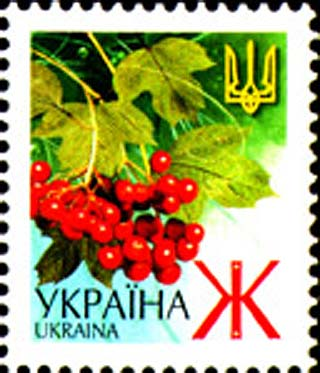
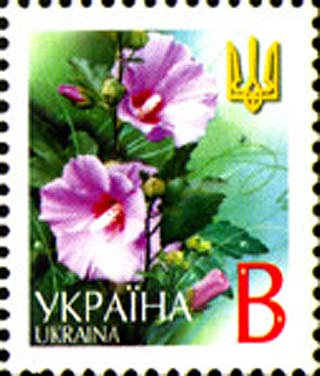
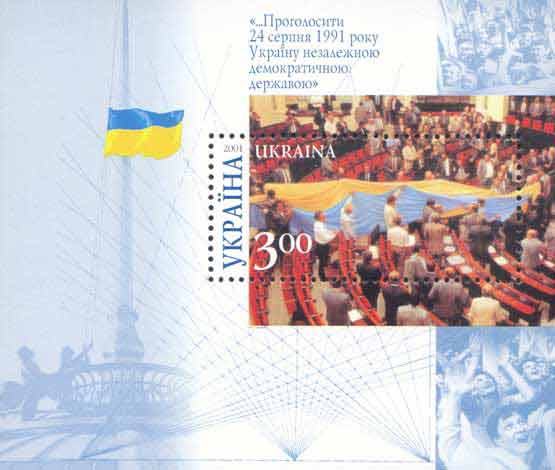
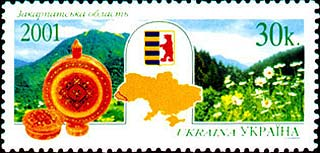
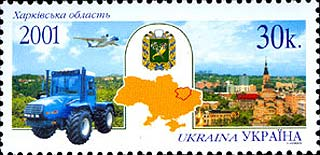
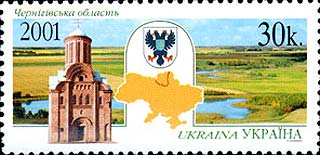
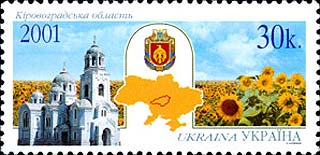